# 田原市消防本部

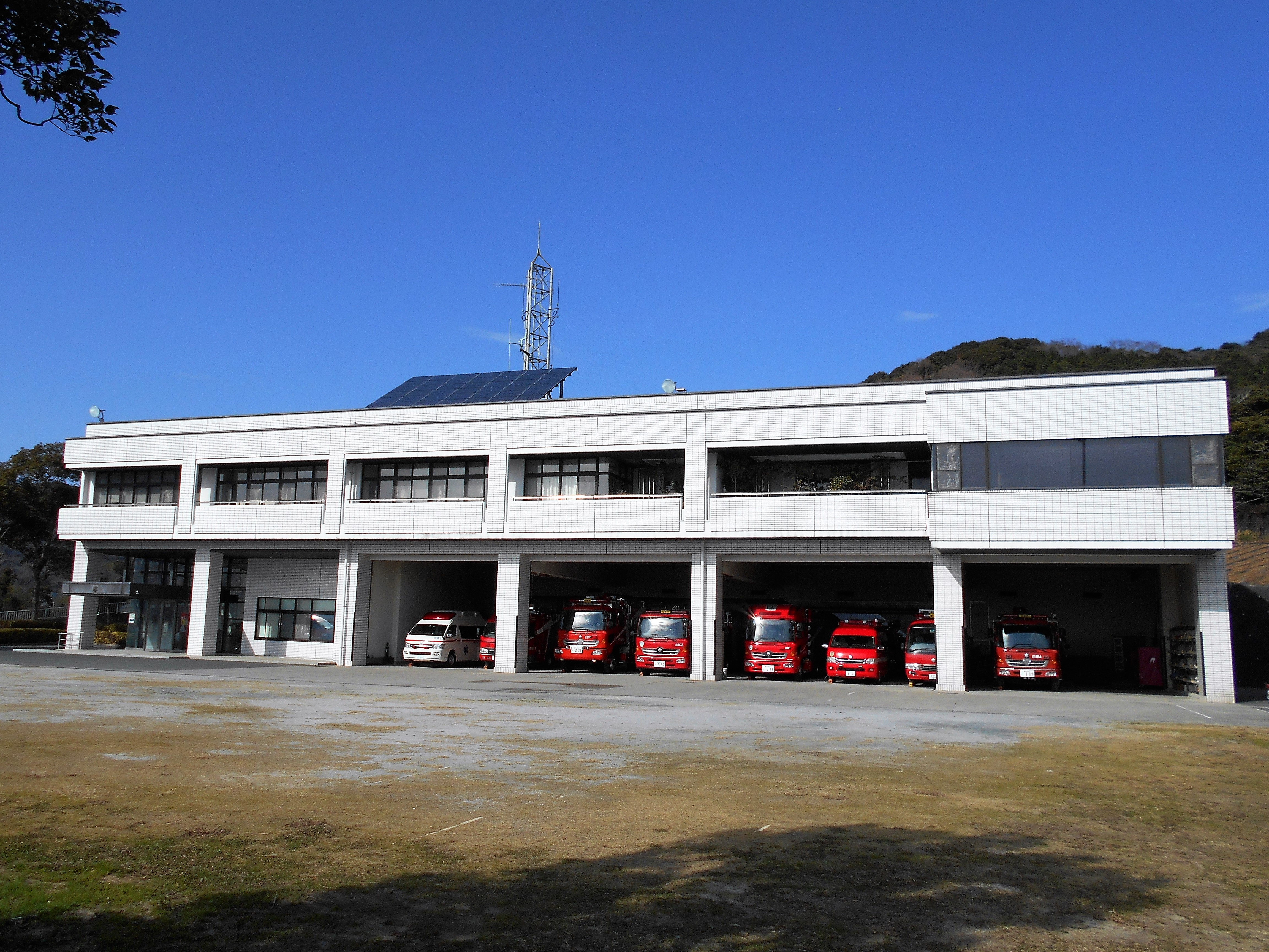
田原市消防署

田原市消防本部（たはらししょうぼうほんぶ）は、愛知県田原市の消防部局（消防本部）。管轄区域は田原市全域。

## 概要
- 消防本部：愛知県田原市田原町南番場30-1
- 管内面積：188.58km2
- 職員定数：126人
- 消防署1カ所、分署2カ所
- 主力機械（2007年4月1日現在）
  - 普通消防ポンプ自動車：4
  - 水槽付消防ポンプ自動車：3
  - はしご付消防自動車：1
  - 化学消防自動車：1
  - 高所放水車：1
  - 泡原液搬送車：1
  - 大型化学消防自動車：1
  - 水槽車：1
  - 高規格救急自動車：5
  - 救助工作車：2
  - 水難救助車：1
  - 指令車：2
  - 指揮車：1
  - 広報車：5
  - 査察車：1
  - 資機材搬送車：3

- 災害支援車

## 沿革
- 1970年4月　田原町役場総務課に消防係を設置。
- 1970年8月　救急車を配備し、町役場消防係による救急業務を開始。
- 1971年1月1日　田原町消防本部を設置。
- 1971年12月20日　消防庁舎が竣工。
- 1972年4月1日　田原町消防署を設置。
- 1982年12月21日　はしご付消防車を配備。
- 1984年11月26日　化学消防車を配備。
- 1987年8月31日　消防新庁舎が竣工。
- 1989年12月20日　救助工作車を配備。
- 1995年12月20日　高規格救急車を配備。
- 1999年4月1日　渥美郡赤羽根町の消防事務を受託し業務を開始。赤羽根分署を開設。
- 2001年7月19日　水難救助車を配備。
- 2003年8月20日　赤羽根町を編入合併し田原市が発足。田原市消防本部・田原市消防署に改称。
- 2005年10月1日　渥美郡渥美町を編入合併。渥美町消防本部を田原市消防本部に統合し、渥美町消防署を渥美分署に改称。消防本部が市役所本庁舎に移転。

## 組織
- 本部 - 防災対策室、消防課
- 消防署

## 消防署
| 消防署       | 住所         | 分署                                          |
| ------------ | ------------ | --------------------------------------------- |
| 田原市消防署 | 田原町丸田14 | 赤羽根：赤羽根町大石畑6 渥美：福江町中羽根104 |